# دورین مایر
دورین مایر (انگلیسی: Doreen Meier؛ زادهٔ ۹ نوامبر ۱۹۶۸) بازیکن فوتبال اهل آلمان است.
وی همچنین در تیم ملی فوتبال East Germany بازی کرده‌است.